# 調神社

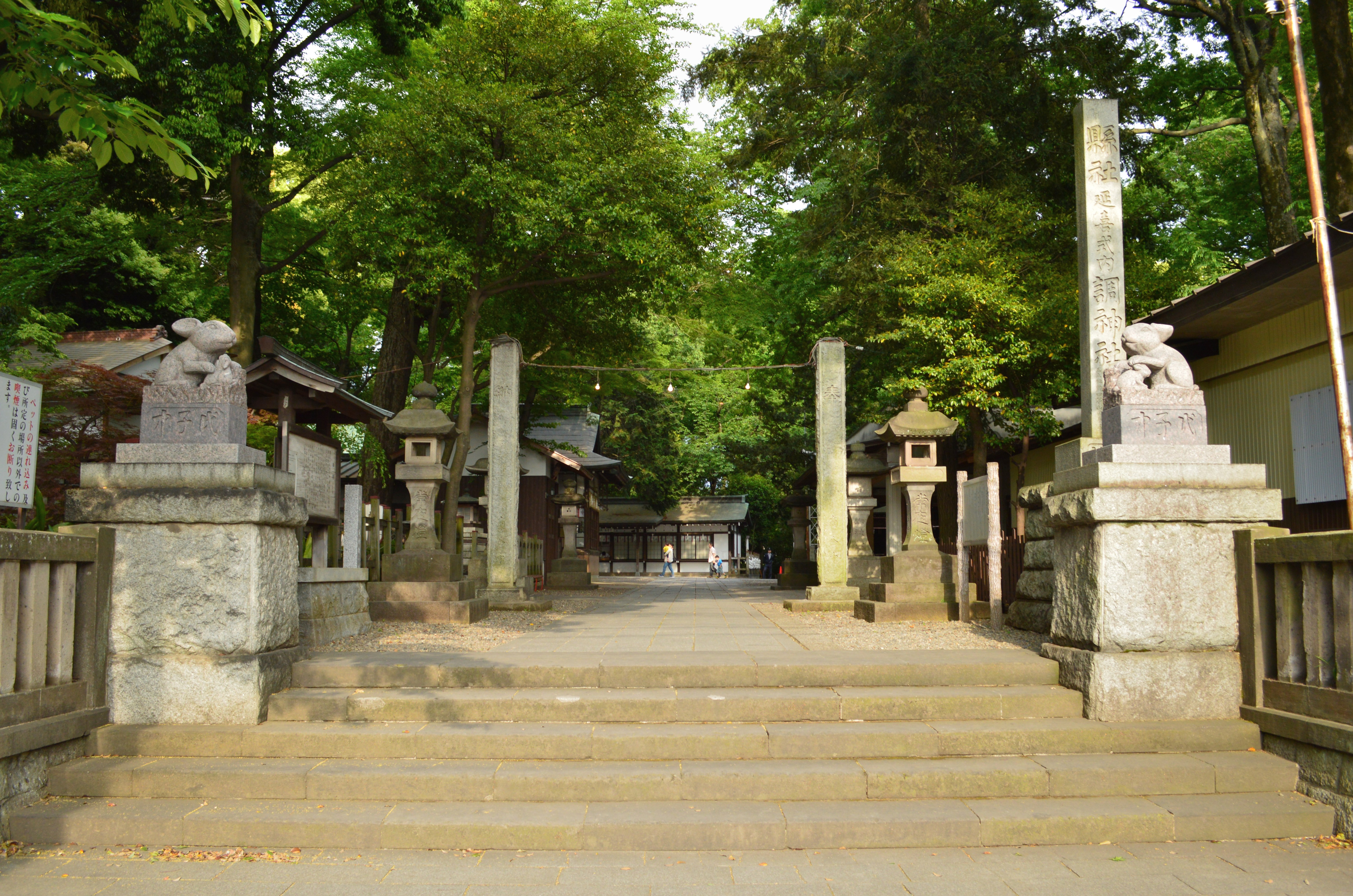
境内入口鳥居は無く、代わりに注連縄が張られる。両脇には狛兎。

調神社（つきじんじゃ）は、埼玉県さいたま市浦和区岸町三丁目にある神社。式内社で、旧社格は県社。
別称は「調宮（つきのみや）」。社名の「ツキ」により月待信仰が古くからあり、狛犬ではなく狛ウサギがある神社として知られる。

## 祭神
祭神は次の3柱。
- 天照大御神（あまてらすおおみかみ）
- 豊宇気姫命（とようけびめのみこと）
- 素盞嗚尊（すさのおのみこと）

祭神に関する伝説として、調神社に古くから伝わる七不思議（後述）のうちに「松が無いこと」がある。その伝説では、当地に姉神・弟神がいたが弟神は大宮に行ってしまい、姉神が帰りを待っても弟神は帰って来なかったため、姉神はもう待つことを嫌ったという。この伝説に見える姉神と弟神は、天照大神（当社祭神）と素盞嗚尊（大宮の氷川神社祭神）にあたるといわれる。
他に文献によれば、祭神を瀬織津比咩とする説、調玉命とする説、月読命とする説、日の神・倉稲荷玉命の2柱とする説、天照大神・宇賀御玉神の2柱とする説などがあった。

## 歴史

### 創建
社記（寛文8年（1668年）の『調宮縁起』）によれば、第9代開化天皇の乙酉年3月に奉幣の社として創建されたという。また第10代崇神天皇の時には伊勢神宮斎主の倭姫命が参向し、清らかな岡である当地を選び、伊勢神宮に献上する調物（貢ぎ物・御調物）を納める倉を建て、武総野（武蔵、上総・下総・安房、上野・下野）すなわち関東一円の初穂米・調の集積所と定めたとする。さらに宝亀2年（771年）6月20日には勅使として藤原朝臣常恣が奉幣を行ったので、これが例大祭（現在は新暦7月20日）の起源になったと伝える。
上記伝承の真偽は定かでないが、『式内社調査報告』等に於いても社名に「調」が見えることから、朝廷への調物（貢ぎ物・御調物）を納める御倉が調神社の前身になったと想定している。関連伝承として調神社の七不思議のうちに「鳥居が無いこと」があり、その中で倭姫命の命により調物の運搬の妨げとなる鳥居・神門を取り払ったことによると伝えており、この伝承も調神社の前身が御倉であったことを表すものとされる。そして伝承中で奉幣があったと伝える宝亀2年（771年）には武蔵国の所属が東山道から東海道に変更されていることから、この街道変更により調物が通らなくなって役割を終えた御倉が神聖視され、神社として奉斎されるようになったのが実際の創建になると推測されている。
以上とは別に、『新撰姓氏録』や国史に見える調連・調首・調吉士・調忌寸一族（調氏）が奉斎したという説もある。この調氏は渡来系氏族であるが、東国に渡来人の集団居住が多いこととの関連が指摘される。当社の所在地名の「岸」は、「吉士」に由来するものとされる。そのほか、境内に多い槻の木（ケヤキ）と「調」を関連付ける説もある。

### 概史

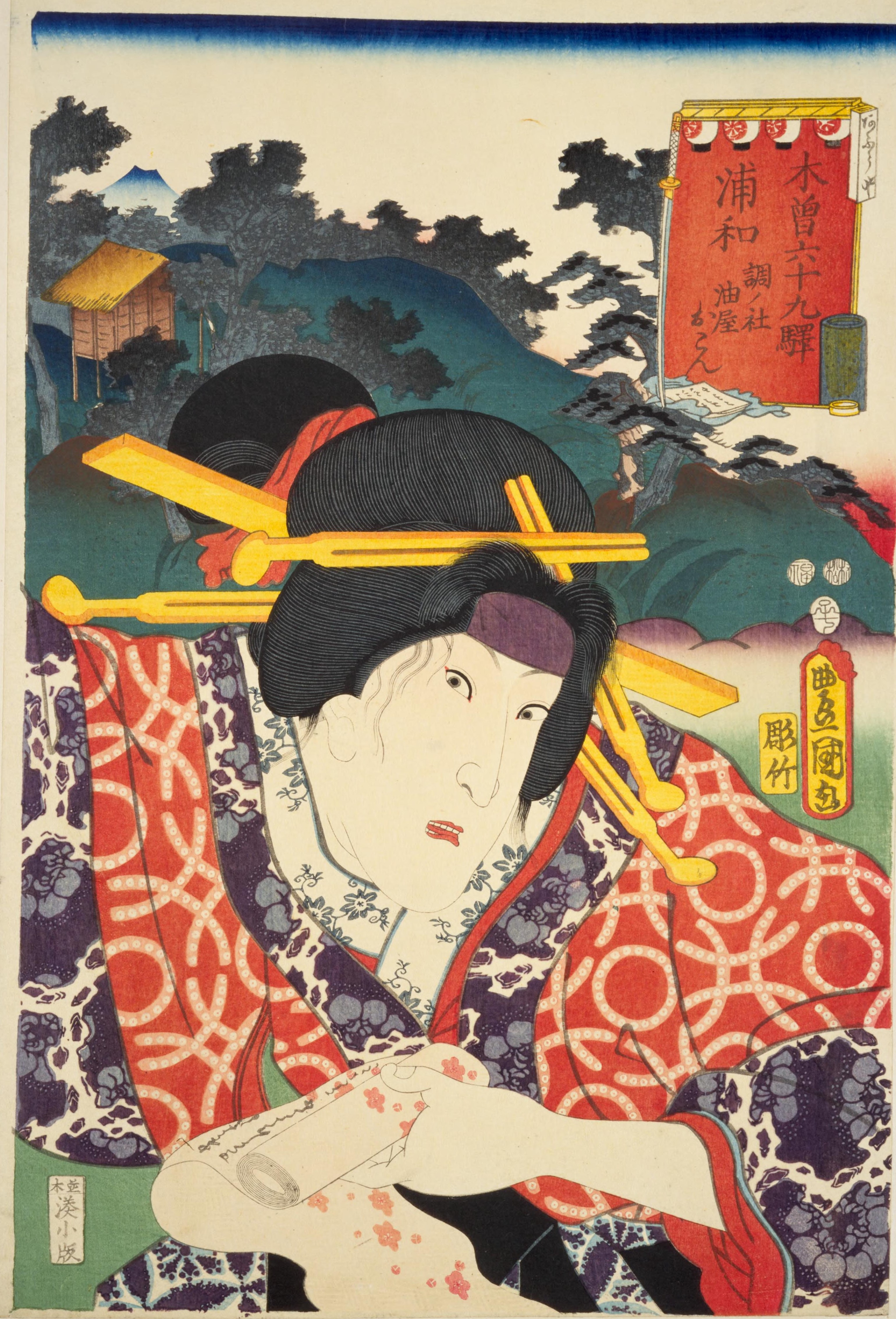
歌川国貞木曽六十九驛『浦和 調ノ社・油屋おこん』（1852年・嘉永5年）

延長5年（927年）成立の『延喜式』神名帳では、武蔵国足立郡に「調神社」と記載され、式内社に列している。
中世からは、「調」が「月」と同じ読みであることから、月待信仰と結びつくようになった。延元2年/建武4年（1337年）には足利尊氏の命で一色範行による社殿の復興があったが、天正18年（1590年）には小田原征伐に伴う兵火で焼失したという。
江戸時代、慶安2年（1649年）には徳川家光から朱印地7石が寄進された。この朱印状には「月読社」と記されているが、『調宮縁起』ではこの社名は誤りと記されている。しかし、その後の朱印状にもこの社名は継続して使われている。
別当寺は月山寺であり、玉蔵院が兼帯した。月山寺には二十三夜堂が設けられ、月天子の勢至菩薩が本尊としてまつられた。
『江戸名所図会』にも登載され、文人墨客もこの月待・月読の神を知ってか数多く参詣している。中でも寛政3年（1791年）4月11日には、俳人小林一茶が深い森の中に鎮まる「月よみの宮」に額突いたことを『紀行』（一茶全集第5巻）に書いている。また、旅を好んだ僧の津田大浄は、文政2年（1819年）に『遊歴雑記』に「二十三夜の宮と称す（中略）社の造営善尽し、美尽し、内のかざり心々の奉納の品々夥しく、辺鄙の駅路にくらぶれば目を驚かせり」と社頭の繁栄を記している。また、文化4年（1807年）から天保5年（1834年）までの間に江戸の郊外を旅した徳川清水家の御広敷用人の村尾正靖（号は嘉陵）は、記録の中で「勢至菩薩の森だという。本社、拝殿はみな銅葺き屋根で、建物全体を朱に塗って、瑞籬をめぐらしている（中略）社の造りが仏教的でないので、往古には神を崇めていたものを、後になって仏に祀り変えたものであろう」と当時の様子を記している。
天保10年（1839年）には、国学者の平田篤胤が当社を参拝して『調神社考証』を著しているが、その著に於いて、当社は伊勢神宮に納める初穂を入れる倉庫から発展した神社であるとした。
明治維新後、明治6年（1873年）に近代社格制度において郷社に列し、明治31年（1898年）に県社に昇格した。

## 境内
社殿は本殿と拝殿が一体となった権現造で、安政5年（1858年）の造営。それまで使用された旧本殿は、境内社の稲荷神社の社殿として現在も使用されている。
また境内の社叢はケヤキ・ムクノキの古木林を形成しており、「調神社の境内林」としてさいたま市指定天然記念物に指定されている。

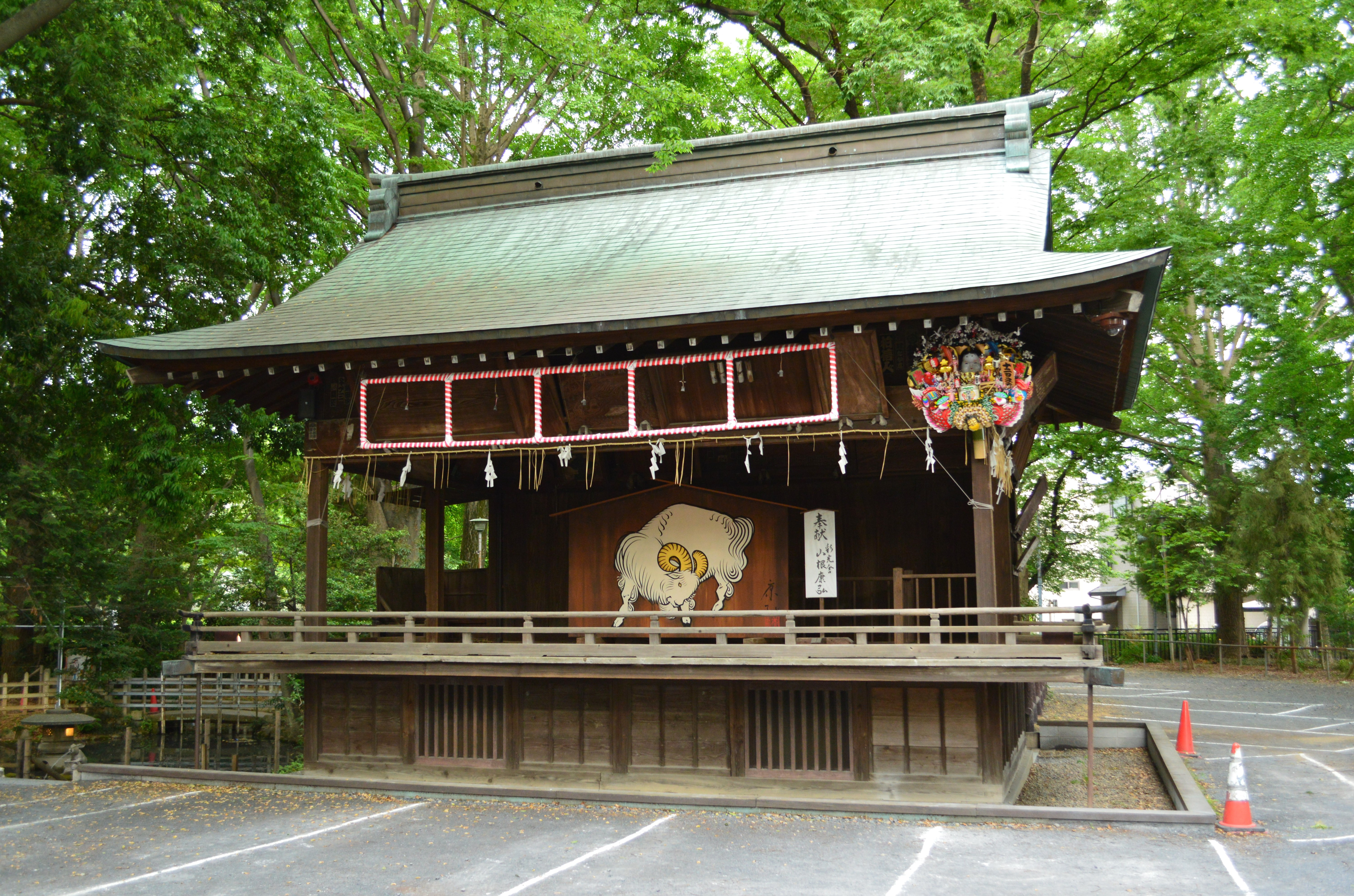
神楽殿
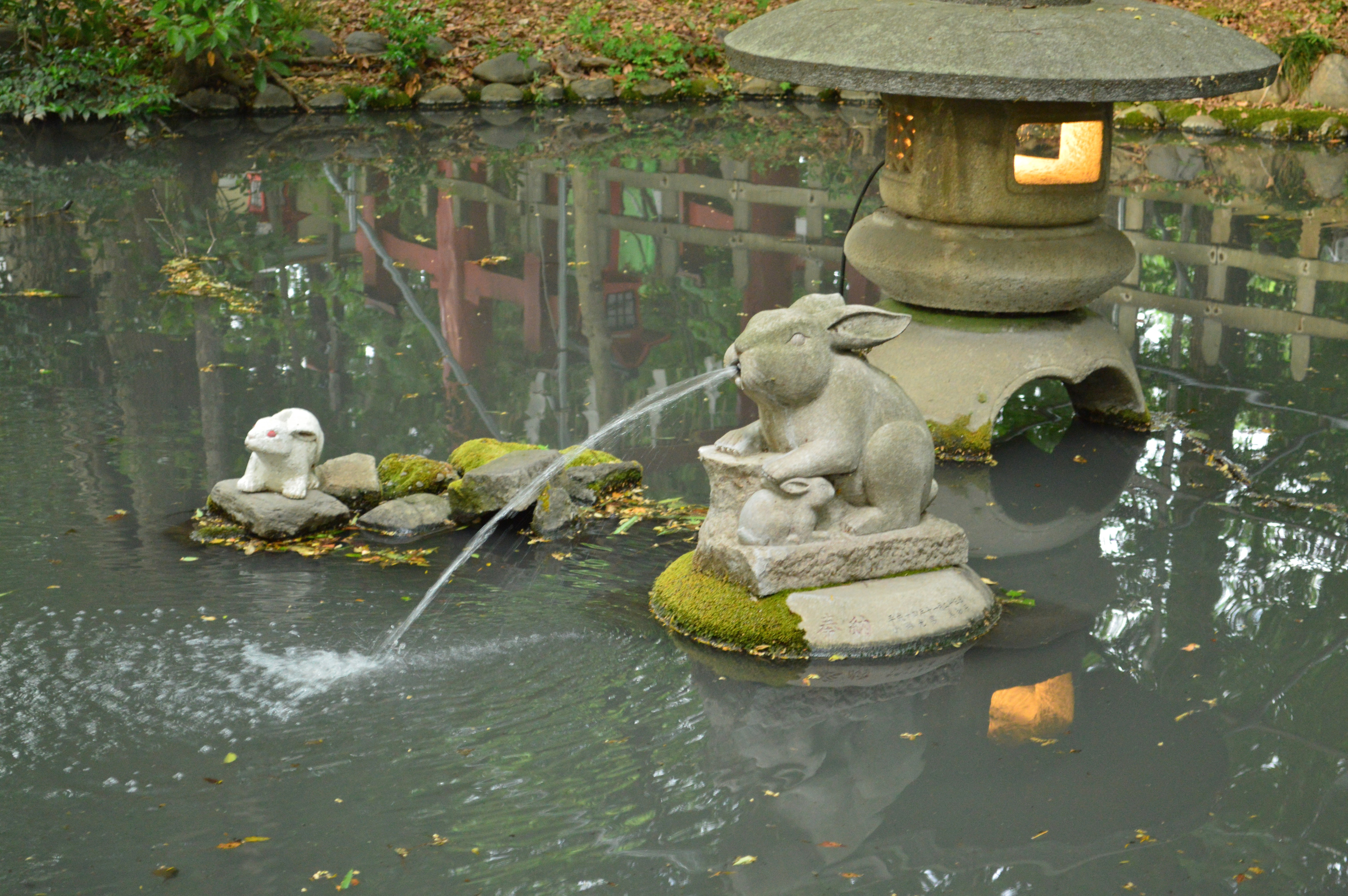
神池の兎
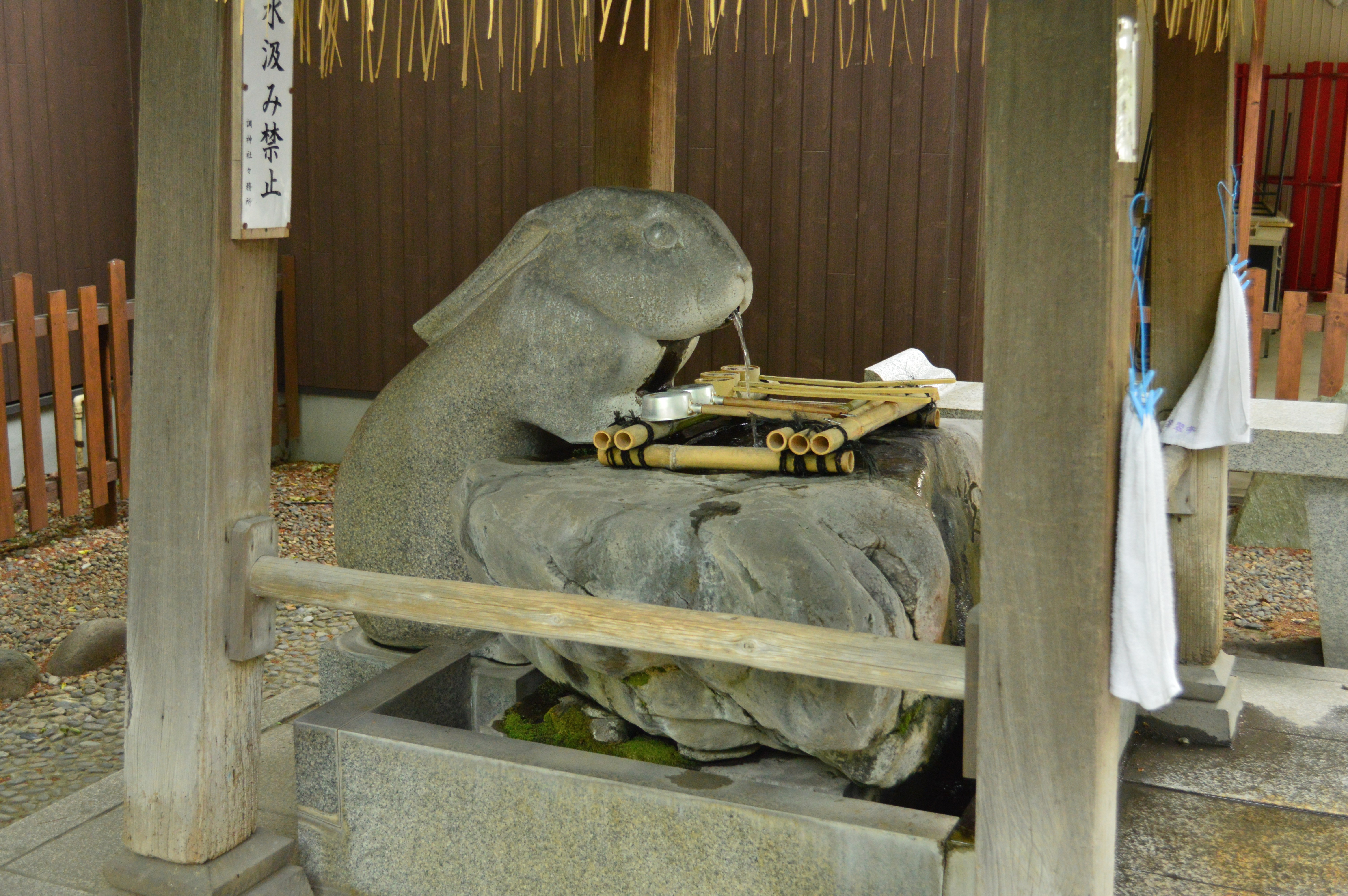
手水舎の兎
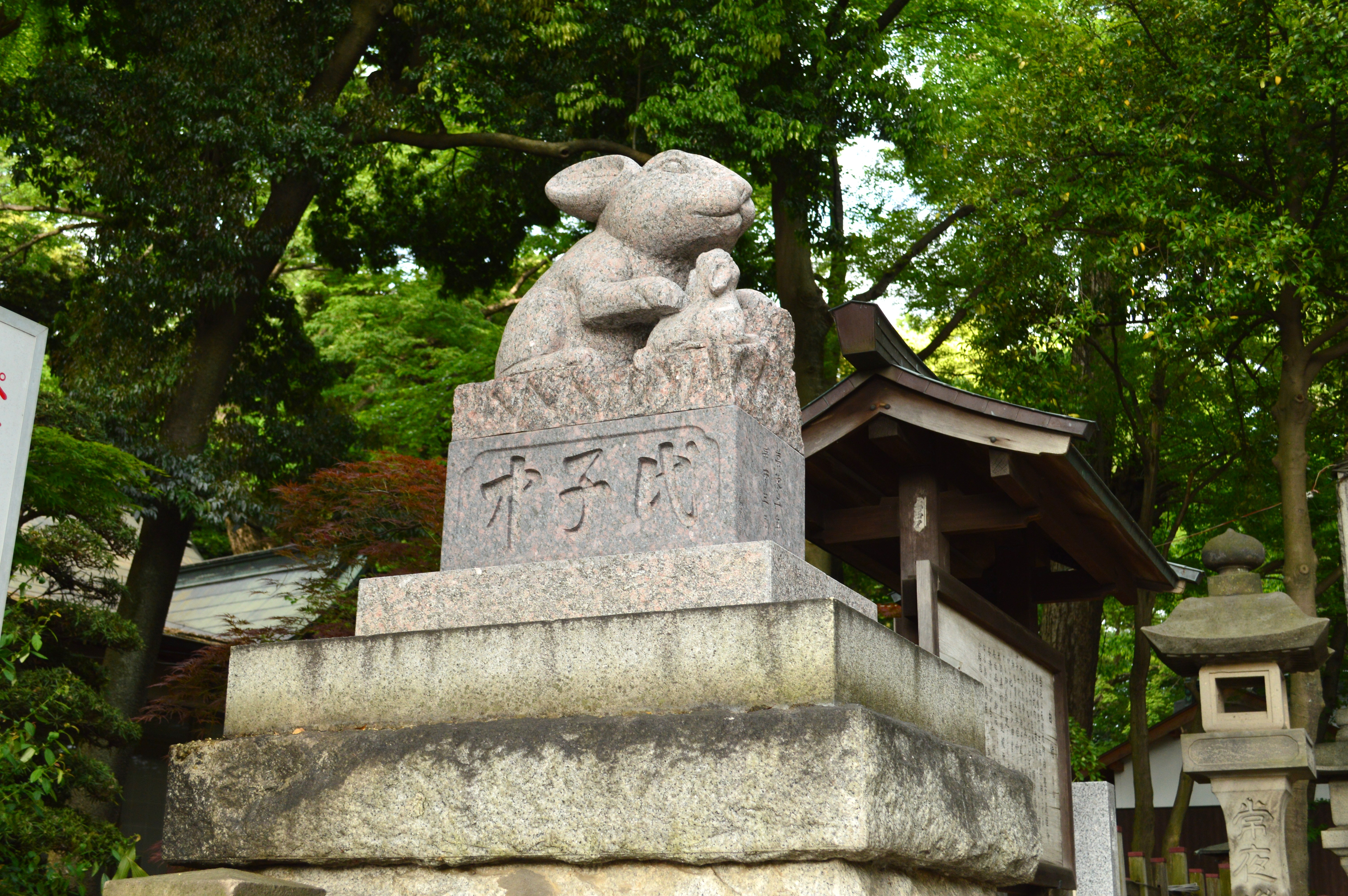
狛兎

## 摂末社

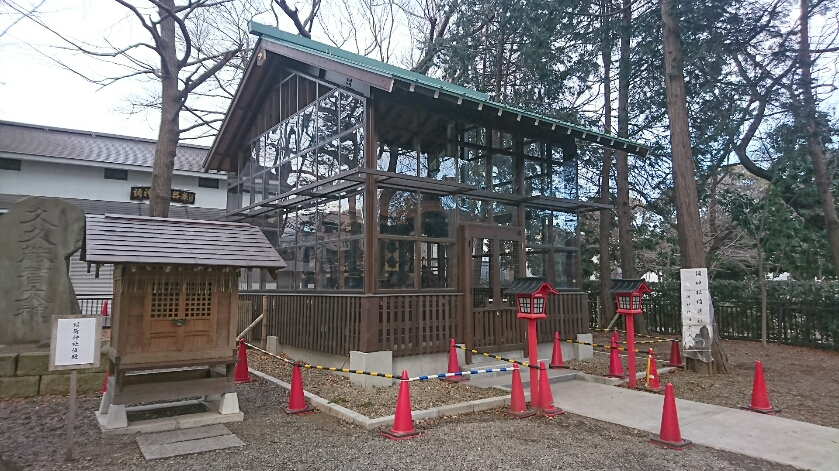
稲荷神社社殿は調神社旧本殿。平成29年に修理が完了。屋根を銅板葺きから柿葺きに戻した。
さいたま市指定文化財。

- 稲荷神社
社殿は調神社旧本殿。一間社流造で、屋根は柿葺き（こけらぶき）。棟札によると享保18年（1733年）の造営で、安政年間（1854年-1860年）まで本殿として使用された。調神社の月待信仰を反映して、多くの兎の彫物が施されている。この社殿はさいたま市指定文化財に指定されている[2]。
- 調宮天神社
- 金毘羅神社

境内にはその他数社が鎮座する。

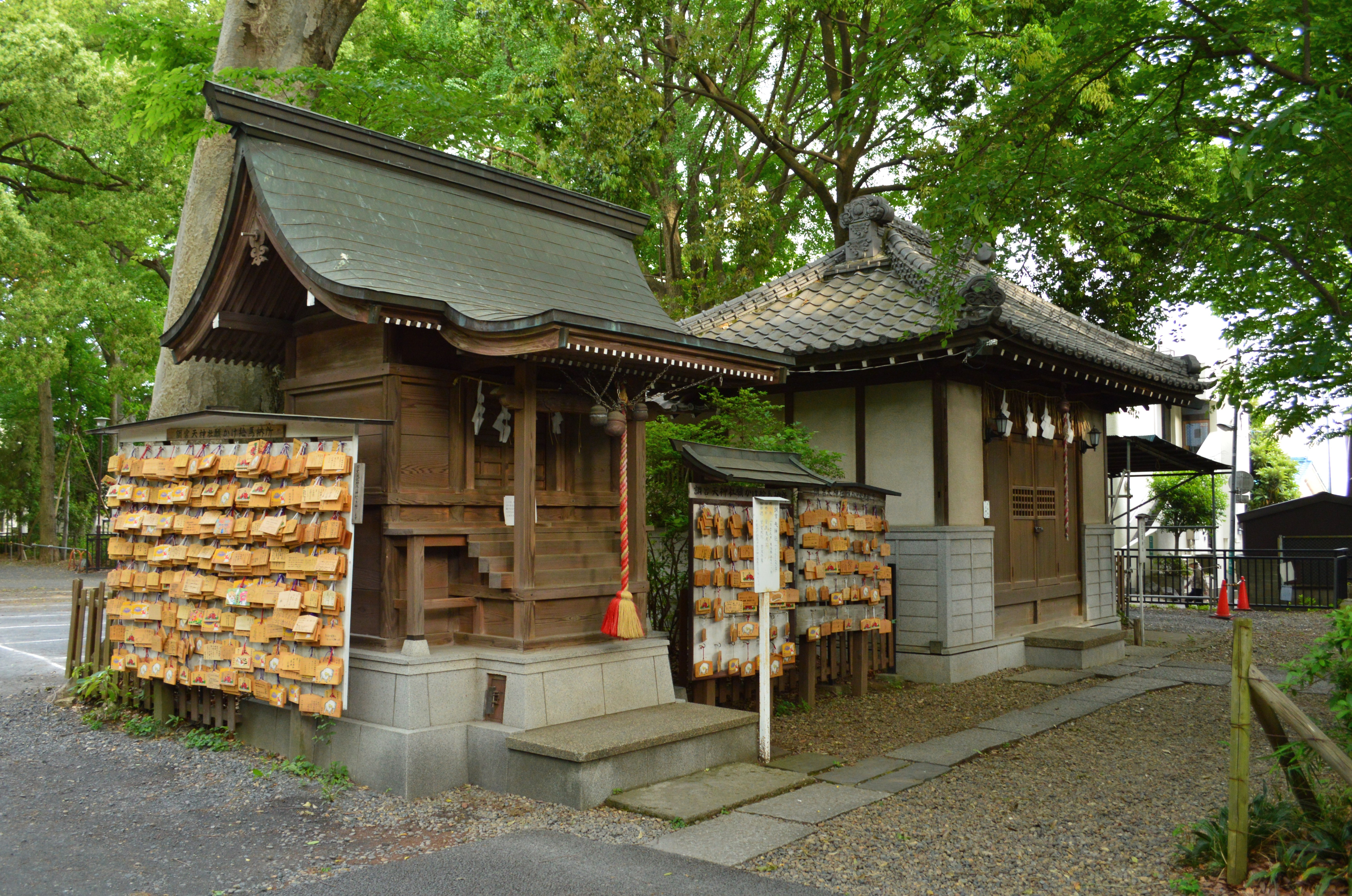
調宮天神社（手前）と金毘羅神社（奥）

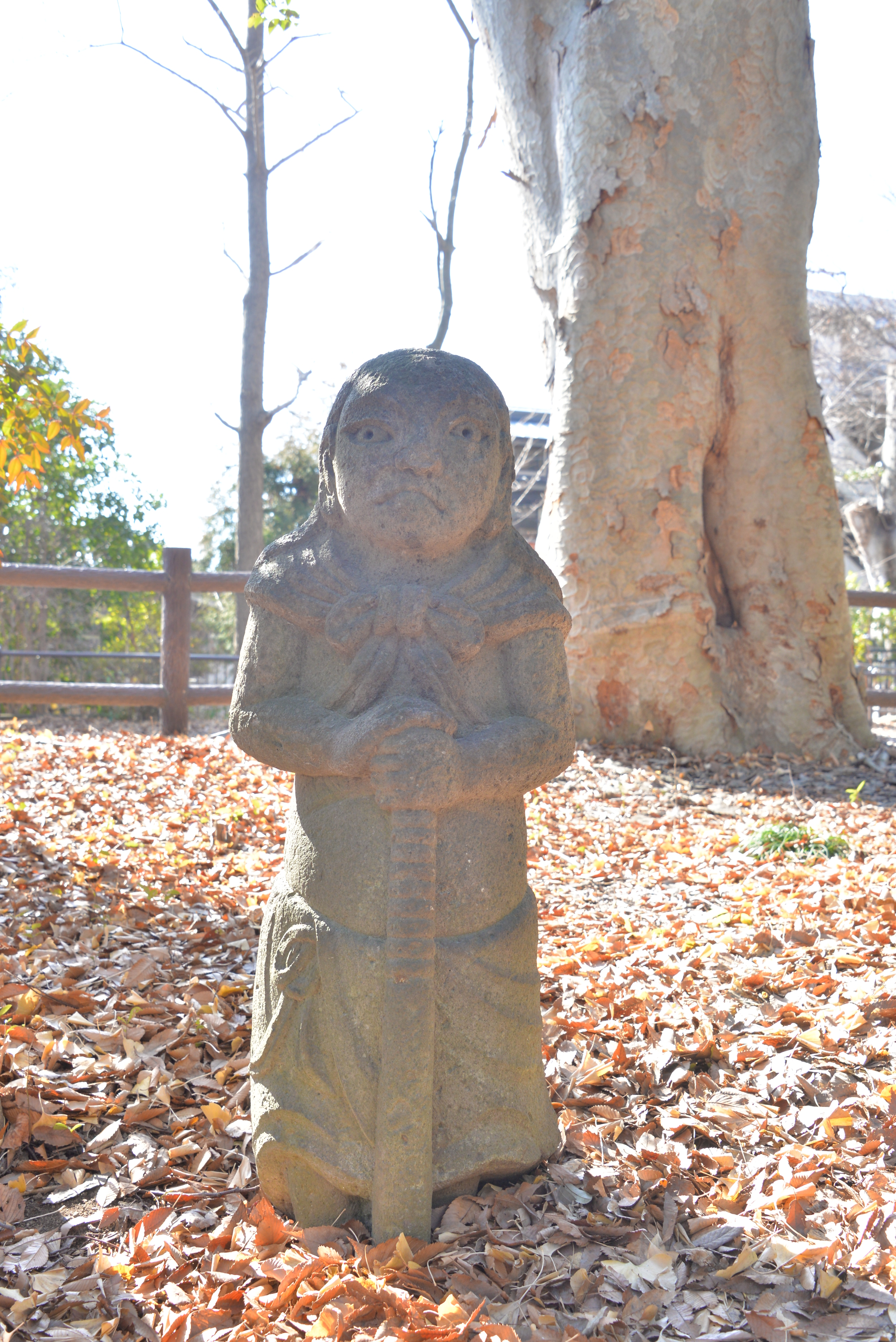
素戔嗚尊 石像

## 祭事
調神社で年間に行われる主な祭事の一覧。
- 歳旦祭 （1月1日）
- 節分祭 （2月3日）
- 春祭 （4月3日）
- 大祓式 （6月30日）
- 神幸祭 （7月19日）
- 例祭 （7月20日） - 由緒で例大祭の起源とする旧暦6月20日の奉幣日を踏襲する。
- 秋祭 （11月23日）
- 大歳市祭（十二日まち）（12月12日）

## 文化財

### さいたま市指定文化財
- 有形文化財[16]
  - 旧本殿（付 木札 享保十八年の銘がある 一枚）（建造物）
江戸時代。昭和53年（1978年）3月29日指定[2]。
  - 扇面三十六歌仙絵 18面（絵画）
江戸時代。紙本墨書の三十六歌仙絵で、36面のうち18面が現存する。寛文9年（1669年）奉納。昭和53年（1978年）3月29日指定[2]。
  - 神輿鳳凰（工芸品）
室町時代。神輿の頂に取りつけられていた鳳凰。昭和53年（1978年）3月29日指定[2]。
  - 調神社扁額（書跡）
江戸時代。ケヤキ材の扁額。正面に楷書で「調神社」と記されている。享和2年（1802年）の松平定信による筆。昭和53年（1978年）3月29日指定[2]。
  - 調宮縁起（古文書）
江戸時代。寛文8年（1668年）の玉蔵院十二世寂堂による撰。昭和53年（1978年）3月29日指定[2]。
- 天然記念物[16]
  - 調神社の境内林
昭和45年（1970年）3月10日指定。

## 七不思議
調神社では、次の七不思議が伝わる。
1. 鳥居が無いこと
倭姫命の命で、調物の運搬の妨げとなる神門・鳥居を除いたことによるという。
2. 松が無いこと
当地に姉神・弟神がいたが、そのうち弟神は大宮にいってしまい姉神が待っても帰ってこなかったため、姉神がもう待つことは嫌いだと言ったことに由来するという。また、姉神が待っているときに境内の松で目を突いたためともいう。
3. 御手洗池（ひょうたん池とも、現在は消滅）の池に魚を放つと、その魚は片目になること
4. 兎が神使であること
5. 日蓮聖人駒つなぎのケヤキ
佐渡島に流罪途中の日蓮が、当地で難産に苦しんでいた女性のためケヤキに駒を繋いで安産祈祷をしたことに由来するという。
6. 蝿がいないこと
7. 蚊がいないこと

## 現地情報
所在地
- 埼玉県さいたま市浦和区岸町3-17-25

交通アクセス
- 鉄道：東日本旅客鉄道（JR東日本）各線「浦和駅」西口から徒歩約10分。

周辺
- 調公園（つきのみやこうえん）
調神社境内に隣接し、さいたま市が所有する公園。明治6年（1873年）1月に、近代化路線の一環として公園制度を発足した明治政府の太政官が各府県に対して、寺社の境内地等名所・旧跡地に公園を設定することを通達し、明治7年（1874年）2月に浦和公園として設置許可が下り、同年12月12日に県下最初の公園である「浦和公園偕楽園」として設置された。桜の名所として春には「桜まつり」が開催される。
- 埼玉県道213号曲本さいたま線
境内の西側を通る道路。白幡交差点 - 神社前 - 浦和駅西口交差点は五街道の1つである中山道のルートを踏襲しており、現在でも「旧中山道」の愛称が用いられている（「旧」が付くのは、後に国道17号が並行する形で開通したため）。神社付近から北は浦和宿になる。